# Melg El Ouidane
Melg El Ouidane (àrab: ملك الويدان, Malg al-Wīdān; amazic estàndard marroquí: ⵎⵍⴳⴰ ⵍⵡⵉⴷⴰⵏ) és una comuna rural de la província de Taourirt, a la regió de L'Oriental, al Marroc. Segons el cens de 2014 tenia una població total de 8.176 persones.